# Скрибнер, Фрэнк Лэмсон
Фрэнк Лэмсон Скрибнер (англ. Frank Lamson Scribner или англ. Frank Lamson-Scribner, 19 апреля 1851 — 27 февраля 1938) — американский ботаник, пионер фитопатологии в США и миколог.

## Биография
Родился в Кембриджпорте, пригород Кембриджа (Массачусетс) 19 апреля 1851 года.
В 1885 году Скрибнер стал первым учёным, уполномоченным Министерством сельского хозяйства США с обязанностью изучить болезни экономически значимых растений. Его инновационный подход создал основу для прикладной фитопатологии в Министерстве сельского хозяйства США. Скрибнер стал ботаником и директором Сельскохозяйственной экспериментальной станции Университета Теннесси. Он опубликовал первую книгу, написанную на тему болезней растений в Соединённых Штатах, и описал нового вредителя — картофельную нематоду. Скрибнер внёс значительный вклад в ботанику, описав множество видов растений.
Умер в Вашингтоне 27 февраля 1938 года.

## Научная деятельность
Специализировался на семенных растениях и на микологии.

## Некоторые публикации
- 1890. Index to grass names. Ed. Soc. Prom. Agr.Sci. 17 pp.
- 1892. Grasses of Tennessee: 2 partes. Ed. Boletín EEA Univ. Tennessee. 141 pp.
- 1896. Weeds of Maine: Affording popular descriptions & practical observations in regard to the habits, properties & best methods of extermination, of nearly all the weeds found in the state. Ed. Kennebec journal office. 62 pp.
- 1900. American Grasses.
- 1901. The grasses in Elliott's «Sketch of the botany of South Carolina & Georgia». 12 pp.